# Paweł Pedryc
Paweł Pedryc (ur. 9 sierpnia 1997) – polski piłkarz ręczny, występujący na pozycji rozgrywającego. Od 2021 roku zawodnik Viretu CMC Zawiercie.

## Życiorys
Jest wychowankiem Zagłębia Lubin. Seniorską karierę rozpoczął w 2014 roku w SMS Gdańsk, a rok później zadebiutował w tym klubie w I lidze. W 2016 roku przeszedł do Spójni Gdynia, z którą w sezonie 2016/2017 awansował do Superligi. W sezonie 2017/2018 w barwach Spójni rozegrał w Superlidze 16 meczów, w których zdobył 17 bramek. Następnie był zawodnikiem Stali Gorzów Wielkopolski i Czuwaju Przemyśl. W 2021 roku został zawodnikiem Viretu Zawiercie.

## Bilans klubowy w rozgrywkach ligowych
| Sezon     | Klub                           | Liga      | Mecze | Bramki |
| 2014/2015 | SMS ZPRP Gdańsk                | I liga    | 0     | 0      |
| 2015/2016 | SMS ZPRP Gdańsk                | I liga    | 15    | 7      |
| 2016/2017 | Spójnia Gdynia                 | I liga    | 24    | 26     |
| 2017/2018 | Spójnia Gdynia                 | Superliga | 16    | 17     |
| 2018/2019 | KS Stal Gorzów                 | I liga    | 18    | 6      |
| 2019/2020 | Orlen Upstream Czuwaj Przemyśl | I liga    | 13    | 24     |
| 2020/2021 | TL Ubezpieczenia Stal Gorzów   | I liga    | 8     | 4      |